# Janusz Leon Wiśniewski
Janusz Leon Wiśniewski (Toruń, 18 de agosto de 1954) es un escritor y científico polaco.

## Biografía
Nació y se crio en una humilde familia de la ciudad de Toruń. Finalizó sus estudios secundarios en la Escuela Pesquera de Kołobrzeg. Estudió luego física y economía en la Universidad Nicolás Copérnico de Toruń. Doctor en informática por la Universidad Politécnica de Varsovia. PhD en química por la Universidad Politécnica de Łódź.
Desde 1987 radica en Fráncfort del Meno, donde trabaja en una empresa informática que elabora programas para los químicos. Coautor del programa AutoNom.
Es padre de dos hijas.

## Libros publicados
- 2001 La soledad en la red (Samotność w sieci). Novela.[1]
- 2002 Síndromes tensionales (Zespoły napięć)
- 2003 Martina (Martyna). En coautoría con los internautas.
- 2004 Destino repetido (Los powtórzony)
- 2005 Teoría íntima de la relatividad (Intymna teoria względności). Relatos.
- 2005 188 días y noches (188 dni i nocy). En coautoría con Małgorzata Domagalik.
- 2007 ¿Es que el mundo necesita de los hombres? (Czy mężczyźni są światu potrzebni?)
- 2008 Arritmia sentimental (Arytmia uczuć). En coautoría con Dorota Wellman.
- 2008 Escenas de la vida tras la pared (Sceny z życia za ścianą)
- 2008 Entre líneas (Między wierszami). En coautoría con Małgorzata Domagalik.
- 2009 Arritmias (Arytmie). Relatos.
- 2009 Bikini. Novela.
- 2010 Acercamientos (Zbliżenia)
- 2010 La ternura y otras partículas elementales (Czułość oraz inne cząstki elementarne)
- 2011 Golpes de sangre (Ukrwienia)
- 2011 La cama (Łóżko)
- 2012 Con mi hijo en el face (Na fejsie z moim synem)
- 2012 Mi mayor cercanía (Moja bliskość największa)
- 2014 Hotel Grand (Grand)
- 2014 Huellas (Ślady)
- 2014 Intimamente. Conversaciones no sólo sobre el amor (Intymnie. Rozmowy nie tylko o miłości). En coautoría con Zbigniew Izdebski.
- 2015 Mis historias verdaderas (Moje historie prawdziwe)
- 2015 Y perdónanos nuestras... (I odpuść nam nasze...)
- 2016 La angustiante falta de deseo (Udręka braku pożądania)
- 2017 Todas mis mujeres. El despertar (Wszystkie moje kobiety. Przebudzenie)
- 2018 Confesión inconclusa (Spowiedź niedokończona)
- 2018 Sentimientos. Relatos infantiles sobre lo más importante (Uczucia. Dziecinne opowieści o tym co najważniejsze)

## Participación en publicaciones conjuntas
- 2005 Diez veces amor (10 x miłość)
- 2005 Relatos de Navidad (Opowieści wigilijne)
- 2006 Relatos estivales e incluso calientes (Opowiadania letnie, a nawet gorące)
- 2008 Siete veces amor (7 x miłość)
- 2008 Cartas de amor (Listy miłosne)
- 2009 Cuentoterapia (Bajkoterapia). Literatura infantil.
- 2015 Culminaciones (Kulminacje)
- 2017 Explosiones (Eksplozje)

## Publicaciones científicas
- 1993, Recent Advances In Chemical Information II, (coautor, Royal Society of Chemistry, Londres, UK), ISBN 0-85186-235-7
- 1998, The Beilstein System: Strategies for Effective Searching, (coautor, Oxford University Press), ISBN 0-8412-3523-6

## Publicaciones en la prensa
Desde el año 2004 es colaborador estable de la revista Pani.

## Traducciones de su obra
Sus libros han sido traducidos y publicados en los siguientes idiomas: ruso, italiano, holandés, húngaro, búlgaro, checo, croata, eslovaco, ucraniano, lituano, letón, albanés, rumano, armenio, turco, chino y vietnamita, entre otros.

## Adaptación fílmica
- La novela La soledad en la red fue llevada al cine en el 2006 bajo la dirección de Witold Adamek.